# Parallaxe stellaire

La parallaxe stellaire est la base du parsec, qui est la distance entre le Soleil et un objet astronomique ayant un angle de parallaxe d'une seconde d'arc (1 UA et 1 parsec ne sont pas à l'échelle, 1 parsec = ~206 265 UA).

La parallaxe stellaire est le changement apparent de position (parallaxe) de toute étoile (ou autre objet) sur un fond d'étoiles lointaines. Par extension, il s'agit d'une méthode permettant de déterminer la distance de l'étoile grâce à la trigonométrie, la méthode de la parallaxe stellaire. Créée par les différentes positions orbitales de la Terre, le décalage extrêmement faible observé est le plus important à des intervalles de temps d'environ six mois, lorsque la Terre arrive sur les côtés opposés du Soleil sur son orbite, ce qui lui donne une distance de base d'environ 2 UA entre les observations. La parallaxe elle-même est considérée comme étant égale à la moitié de ce maximum, soit à peu près l'équivalent du décalage d'observation qui se produirait en raison des différentes positions de la Terre et du Soleil, une ligne de base d'une unité astronomique (UA).
La parallaxe stellaire est si difficile à détecter que son existence a fait l'objet de nombreux débats dans le domaine de l'astronomie pendant des centaines d'années. Thomas Henderson, Friedrich Georg Wilhelm von Struve et Friedrich Bessel ont réalisés avec succès les premières mesures de parallaxe entre 1832 et 1838 pour les étoiles suivantes : Alpha Centauri, Véga et 61 Cygni.